# Orlando Sanchez Mercado
Pour les articles homonymes, voir Sanchez et Mercado.
Orlando Sanchez Mercado, mieux connu sous le nom de Orly Mercado, né le 26 avril 1946 à Manille aux Philippines, est un homme politique et journaliste philippin il est aussi professeur d'université. Sénateur de 1987 à 1998 et Secrétaire à la défense de 1998 à 2001.

## Biographie
Orlando Sanchez Mercado est né dans une famille de cinq enfants dont il est le deuxième. Fils d'un enseignent P. Mercado de Degami et de Adriana Sanchez de Bacoor. Il  est né le 26 avril 1946. Il a grandi dans le quartier défavorisé de Fabie St. à Paco, Manille. Premier élève d'une école publique à représenter son pays en 1961 au New York Mirror Youth Forum à New York, aux États-Unis. En travaillant comme ouvrier occasionnel au bureau de l'ingénieur municipal de Manille que Orly a pu payer ses études et plus tard comme commis à l'hôtel de ville. Il a obtenu un baccalauréat  en sciences politiques, puis une maîtrise  en communications de l'Université des Philippines et pour terminer doctorat en philosophie et en sciences politiques. Il a enseigné des cours d'administration publique et de communication dans cette université.

## Carrière
Il est  journaliste ABS-CBN en 1969, assumant des rôles de journaliste pour The World Tonight et pour l' émission Radyo Patrol sur la station de radio sœur d'ABS CBN, DZAQ (maintenant DZMM).
De 1969 à 1971, il est chef et présentateur de la populaire émission de radio Radyo Patrol d'ABS-CBN.
Orlando Mercado devient sénateur des Philippines pendant deux mandats consécutifs, d'abord de 1987 à 1992, puis de 1992 à 1998.
Il est nommé secrétaire à la Défense nationale en 1998 par le président Joseph Estrada.
En 2008, Gloria Macapagal Arroyo nomme Mercado ambassadeur des Philippines en Chine, et cette nomination est vite rejetée par le fils du président Joseph Estrada, le sénateur Jinggoy Estrada, qui siégeait à la commission de nomination.
En 2009, il est nommé premier représentant permanent des Philippines auprès de l'Association des nations de l'Asie du Sud-Est, un poste d'ambassadeur nouvellement créé qui ne nécessitait alors pas l'approbation de la Commission des nominations.